# Samoa op de Olympische Zomerspelen 2024
Samoa nam deel aan de Olympische Zomerspelen 2024 in Parijs, Frankrijk.

## Aantal Deelnemers
Hieronder volgt een overzicht van de atleten die zich reeds gekwalificeerd hebben voor de Olympische Zomerspelen van 2024.
| Sport         | Mannen | Vrouwen | Totaal |
| ------------- | ------ | ------- | ------ |
| Atletiek      | 1      | 0       | 1      |
| Boksen        | 1      | 0       | 1      |
| Gewichtheffen | 1      | 1       | 2      |
| Judo          | 1      | 0       | 1      |
| Kanovaren     | 1      | 1       | 2      |
| Rugby         | 12     | 0       | 12     |
| Worstelen     | 1      | 0       | 1      |
| Zeilen        | 1      | 1       | 2      |
| Zwemmen       | 1      | 1       | 2      |
| totaal        | 20     | 4       | 24     |

## Deelnemers en Resultaten

### Atletiek

#### Technische nummers
Mannen
| atleet    | onderdeel    | kwalificaties | kwalificaties | finale  | finale |
| atleet    | onderdeel    | afstand       | rang          | afstand | rang   |
| --------- | ------------ | ------------- | ------------- | ------- | ------ |
| Alex Rose | discuswerpen | 62,88 m       | 12 q          | 61,89 m | 12     |

### Boksen
Mannen
| atleet                 | onderdeel    | eerste ronde         | tweede ronde                   | kwartfinale          | halve finale         | finale               | rang           |
| atleet                 | onderdeel    | tegenstander uitslag | tegenstander uitslag           | tegenstander uitslag | tegenstander uitslag | tegenstander uitslag | rang           |
| ---------------------- | ------------ | -------------------- | ------------------------------ | -------------------- | -------------------- | -------------------- | -------------- |
| Ato Plodzicki-Faoagali | zwaargewicht | bye                  | Ato Plodzicki-Faoagali V 0 - 5 | niet geplaatst       | niet geplaatst       | niet geplaatst       | niet geplaatst |

### Gewichtheffen
Mannen
| atleet      | onderdeel | trekken | trekken | stoten | stoten | totaal | rang |
| atleet      | onderdeel | score   | rang    | score  | rang   | totaal | rang |
| ----------- | --------- | ------- | ------- | ------ | ------ | ------ | ---- |
| Don Opeloge | -102 kg   |         |         |        |        |        |      |

Vrouwen
| atleet          | onderdeel | trekken | trekken | stoten | stoten | totaal | rang |
| atleet          | onderdeel | score   | rang    | score  | rang   | totaal | rang |
| --------------- | --------- | ------- | ------- | ------ | ------ | ------ | ---- |
| Iuniarra Sipaia | +81 kg    |         |         |        |        |        |      |

### Judo
Mannen
| atleet          | onderdeel | eerste ronde         | tweede ronde         | kwartfinale          | halve finale         | herkansing           | finale / BM          | finale / BM    |
| atleet          | onderdeel | tegenstander uitslag | tegenstander uitslag | tegenstander uitslag | tegenstander uitslag | tegenstander uitslag | tegenstander uitslag | rang           |
| --------------- | --------- | -------------------- | -------------------- | -------------------- | -------------------- | -------------------- | -------------------- | -------------- |
| William Tai Tin | −73 kg    | Mlugu V 01 - 10      | niet geplaatst       | niet geplaatst       | niet geplaatst       | niet geplaatst       | niet geplaatst       | niet geplaatst |

### Kanovaren

#### Sprint
Mannen
| atleet         | onderdeel  | series  | series | kwartfinale | kwartfinale | halve finale   | halve finale   | finale         | finale         |
| atleet         | onderdeel  | tijd    | rang   | tijd        | rang        | tijd           | rang           | tijd           | rang           |
| -------------- | ---------- | ------- | ------ | ----------- | ----------- | -------------- | -------------- | -------------- | -------------- |
| Tuva’a Clifton | K-1 1000 m | 3:54.49 | 6 KF   | 3:55.20     | 7           | niet geplaatst | niet geplaatst | niet geplaatst | niet geplaatst |

Vrouwen
| atlete           | onderdeel | series  | series | kwartfinale | kwartfinale | halve finale   | halve finale   | finale         | finale         |
| atlete           | onderdeel | tijd    | rang   | tijd        | rang        | tijd           | rang           | tijd           | rang           |
| ---------------- | --------- | ------- | ------ | ----------- | ----------- | -------------- | -------------- | -------------- | -------------- |
| Samalulu Clifton | K-1 500 m | 2:02.12 | 7      | 1:59.64     | 8           | niet geplaatst | niet geplaatst | niet geplaatst | niet geplaatst |

### Rugby

#### Mannen
| Olympiër | Discipline | Resultaat | Prestatie |
| --- | ---------- | --------- | --------- |
| Vaovasa Afa Alamanda Motuga Bj Lima Motu Opetai Tom Maiava Taunuu Niulevaea Lalomilo Lalomilo Neueli Leitufia Faafoi Falaniko Paul Scanlan Stephen Onosai Vaafauese Apelu Maliko | mannen     | 10e       | zie onder |

| Groep B |            |     |   |   |   |     |    |    |       |              |
| #       | Land       | Wed | W | G | V | Ptn | V  | T  | Saldo | Kwalificatie |
| 1       | Australië  | 3   | 3 | 0 | 0 | 9   | 64 | 35 | +29   | Kwartfinale  |
| 2       | Argentinië | 3   | 2 | 0 | 1 | 7   | 73 | 46 | +27   | Kwartfinale  |
| 3       | Samoa      | 3   | 1 | 0 | 2 | 5   | 52 | 49 | +3    | Plaats 9-12  |
| 4       | Kenia      | 3   | 0 | 0 | 3 | 3   | 19 | 78 | -59   | Plaats 9-12  |

| Ronde                 | Datum        | Lokale tijd | Land    | Score  | Land  |
| --------------------- | ------------ | ----------- | ------- | ------ | ----- |
| Groepsfase            |              |             |         |        |       |
| 24 juli 2024          | 15:30        | Australië   | 21 - 14 | Samoa  |       |
| 24 juli 2024          | 19:30        | Argentinië  | 28 - 12 | Samoa  |       |
| 25 juli 2024          | 14:00        | Samoa       | 26 - 0  | Kenia  |       |
|                       |              |             |         |        |       |
| Plaatsing 9-12        | 25 juli 2024 | 20:00       | Samoa   | 42 - 7 | Japan |
|                       |              |             |         |        |       |
| Wedstrijd om plaats 9 | 27 juli 2024 | 17:00       | Samoa   | 5 - 10 | Kenia |

### Worstelen

#### Vrije stijl
Mannen
| atleet       | onderdeel | eerste ronde         | kwartfinale          | halve finale         | herkansing           | finale / BM          | finale / BM |
| atleet       | onderdeel | tegenstander uitslag | tegenstander uitslag | tegenstander uitslag | tegenstander uitslag | tegenstander uitslag | rang        |
| ------------ | --------- | -------------------- | -------------------- | -------------------- | -------------------- | -------------------- | ----------- |
| Gaku Akazawa | −65 kg    |                      |                      |                      |                      |                      |             |

### Zeilen
Mannen
| atleet       | onderdeel | race | race | race | race | race | race | race | race | race        | race        | race   | race   | race           | netto punten | eindnotering |
| atleet       | onderdeel | 1    | 2    | 3    | 4    | 5    | 6    | 7    | 8    | 9           | 10          | 11     | 12     | M              | netto punten | eindnotering |
| ------------ | --------- | ---- | ---- | ---- | ---- | ---- | ---- | ---- | ---- | ----------- | ----------- | ------ | ------ | -------------- | ------------ | ------------ |
| Eroni Leilua | ILCA 7    | 42   | 41   | 43   | 42   | 39   | 39   | 31   | 40   | geannuleerd | geannuleerd | n.v.t. | n.v.t. | niet geplaatst | 274          | 42           |

Vrouwen
| atlete          | onderdeel | race | race | race | race | race | race | race | race | race | race        | race   | race   | race           | netto punten | eindnotering |
| atlete          | onderdeel | 1    | 2    | 3    | 4    | 5    | 6    | 7    | 8    | 9    | 10          | 11     | 12     | M              | netto punten | eindnotering |
| --------------- | --------- | ---- | ---- | ---- | ---- | ---- | ---- | ---- | ---- | ---- | ----------- | ------ | ------ | -------------- | ------------ | ------------ |
| Vaimooia Ripley | ILCA 6    | 42   | 41   | 43   | 40   | 38   | 39   |      |      |      | geannuleerd | n.v.t. | n.v.t. | niet geplaatst |              |              |

### Zwemmen
Mannen
| Atleet           | Onderdeel        | Series | Series | Halve finale   | Halve finale   | Finale         | Finale         |
| Atleet           | Onderdeel        | Tijd   | Rang   | Tijd           | Rang           | Tijd           | Rang           |
| ---------------- | ---------------- | ------ | ------ | -------------- | -------------- | -------------- | -------------- |
| Johann Stickland | 100 m vrije slag | 52,94  | 66     | Niet geplaatst | Niet geplaatst | Niet geplaatst | Niet geplaatst |

Vrouwen
| atlete      | onderdeel       | series | series | halve finale   | halve finale   | finale         | finale         |
| atlete      | onderdeel       | tijd   | rang   | tijd           | rang           | tijd           | rang           |
| ----------- | --------------- | ------ | ------ | -------------- | -------------- | -------------- | -------------- |
| Kaiya Brown | 50 m vrije slag | 28.31  | 48     | niet geplaatst | niet geplaatst | niet geplaatst | niet geplaatst |